# 馬坑邨公共運輸交匯處
馬坑邨公共運輸交匯處位於香港南區赤柱馬坑佳美道赤柱廣場5樓外，為一個露天坑狀公共運輸交匯處，現時有2條巴士路線以此為總站，另有5條巴士路線及5條專綫小巴路線途經。

## 總站路線資料（巴士）

### 城巴14線（特別班次）
- 西灣河（嘉亨灣） ↔ 赤柱廣場（馬坑）

往西灣河方向的特別班次於2002年6月17日投入服務，往赤柱廣場（馬坑）方向的特別班次則於同年11月11日投入服務，途經赤柱、大潭、柴灣道及筲箕灣，只於平日上午繁忙時間提供服務。

### 城巴66線
- 中環（交易廣場） ↔ 馬坑（赤柱廣場）

於1994年1月22日投入服務，2000年2月28日延長至由此開出，途經舂坎角、淺水灣、黃泥涌峽、司徒拔道、灣仔皇后大道東及金鐘，只在星期一至五繁忙時間提供服務。

## 途經路線資料（巴士）

### 城巴6號線（部份時段）
- 赤柱市場 ↔ 中環（交易廣場）

於1933年6月11日投入服務，途經淺水灣、黃泥涌峽、司徒拔道、灣仔皇后大道東及金鐘，每日06:15及19:30後往中環（交易廣場）方向的班次途經馬坑及舂坎角，每日06:55及19:30後往赤柱監獄方向的班次途經馬坑及舂坎角。

### 城巴6X線
- 赤柱市場 ↔ 中環（交易廣場）

於1994年11月10日投入服務，2004年11月8日改經舂坎角及馬坑，途經馬坑、舂坎角、淺水灣、深水灣、香港仔隧道、灣仔皇后大道東及金鐘。

### 城巴63線
- 北角碼頭 ↔ 赤柱監獄

於1980年8月18日投入服務，途經馬坑、舂坎角、淺水灣、黃泥涌峽、渣甸山、大坑、銅鑼灣及炮台山，只於平日提供服務。

### 城巴65線
- 北角碼頭 ↔ 赤柱市集

於1986年5月18日投入服務，途經馬坑、舂坎角、淺水灣、深水灣、壽臣山、香港仔隧道、灣仔、銅鑼灣及炮台山，只於星期日及公眾假期提供服務。

### 城巴73S線
- 赤柱市場 → 海洋公園

### 過海隧道巴士973線
- 尖沙咀東（麼地道） ↔ 赤柱市場

於1998年1月26日投入服務，由城巴營運，途經馬坑、舂坎角、淺水灣、深水灣、壽臣山、海洋公園（部份時段）、黃竹坑、香港仔、田灣、薄扶林、瑪麗醫院、香港大學、西營盤、西區海底隧道、佐敦西及尖沙咀。

## 途經路線資料（專線小巴）

### 香港島專線小巴16A線
- 柴灣站 ↔ 舂磡角慈氏護養院

於1995年投入服務，2006年8月1日由此延長至柴灣站開出，途經歌連臣角、大潭、赤柱及馬坑，只於每日特定時間提供服務。

### 香港島專線小巴16M線
- 柴灣站 ↔ 舂坎角泳灘

於1985年5月31日投入服務，途經歌連臣角、大潭、赤柱及馬坑。

### 香港島專線小巴40線
- 赤柱監獄／赤柱正灘 ↔ 銅鑼灣（登龍街）

於1992年投入服務，途經赤柱正灘、馬坑、舂坎角、淺水灣、深水灣、壽臣山、香港仔隧道及灣仔，每日24小時提供服務。

### 香港島專線小巴40X線
- 赤柱監獄 ↔ 銅鑼灣（登龍街）

於2009年10月19日投入服務，途經馬坑、舂坎角、淺水灣、深水灣、壽臣山、香港仔隧道及灣仔。

### 香港島專線小巴52線
- 香港仔（漁暉道）／香港仔（石排灣） ↔ 赤柱監獄

於1995年投入服務，途經馬坑、舂坎角、淺水灣、深水灣、壽臣山、黃竹坑及香港仔。

### 香港島專線小巴N40線
- Template:HK MiniBus Route HK Show:N40

## 車坑分佈
| 車坑分佈（以入口最左邊起計） | 車坑分佈（以入口最左邊起計） | 車坑分佈（以入口最左邊起計）                      |
| 車坑編號                     | 車坑數目                     | 路線                                              |
| ---------------------------- | ---------------------------- | ------------------------------------------------- |
| 1                            | 雙坑                         | 城巴6X、63、65、66、73S線 過海隧道巴士173R、973線 |
| 2                            | 雙坑                         | 專線小巴16A、16M、40、40X、52、N40線              |

- 有藍字班次為雙向途經。

## 外部連結
- 馬坑邨公共運輸交匯處 （页面存档备份，存于），城巴／新巴